# Bernardin Mfumbusa
Bernardin Francis Mfumbusa (ur. 1 kwietnia 1962 w Aruszy) – tanzański duchowny katolicki, biskup diecezjalny Kondoa od 2011.

## Życiorys
Święcenia kapłańskie otrzymał 14 czerwca 1992 i został inkardynowany do diecezji Dodoma. Po święceniach przez kilka lat pracował jako wikariusz parafialny oraz jako dyrektor Apostolstwa Świeckich w diecezji. W latach 1995–2004 studiował w Mwanzie i Rzymie, zaś po powrocie do kraju rozpoczął pracę jako nauczyciel edukacji medialnej na uniwersytecie w Mwanzie. W latach 2007–2011 był wicekanclerzem tejże uczelni, odpowiedzialnym za sprawy studiów.
12 marca 2011 papież Benedykt XVI mianował go biskupem diecezjalnym Kondoa. Sakry udzielił mu 15 maja 2011 metropolita Dar-es-Salaam - kardynał Polycarp Pengo.